# Diceratella incana
Diceratella incana är en korsblommig växtart som beskrevs av Isaac Bayley Balfour. Diceratella incana ingår i släktet Diceratella och familjen korsblommiga växter. Inga underarter finns listade i Catalogue of Life.